# Satyadev Prasad
Satyadev Prasad, indijski lokostrelec, * 19. september 1979.
Sodeloval je na lokostrelskem delu poletnih olimpijskih igrah leta 2004, kjer je osvojil 10. mesto v individualni in 11. mesto v ekipni konkurenci.